# 中國重型機械總公司
中國重型機械總公司，是中國機械工業集團有限公司旗下公司，是在1980年成立，主要業務从事国内外工程总承包和工程项目管理、进出口贸易、设备招标业务。現任董事長陸文俊。
2005年，中國機械工業集團有限公司收購该集團，已被國務院批准。